# 스모기
스모기는 1988년에 방영을 시작한 Cinar의 캐나다 애니메이션 TV 프로그램이다. 대한민국에서는 1996년 1월 10일부터 1996년 2월 29일까지 MBC에서 방영되었다.

## 주요 등장인물
- 엠마: 스모기의 자칭 리더. 그녀는 성장에 대한 짧은 성격과 두려움이 있으며, 항상 자신의 방법을 얻을 수 있는 계획을 생각하려고 한다.
- 클라렌스: 그는 발명가이자 과학자이기도 하지만, 자신의 발명품은 거의 올바른 방식으로 작동하지 않는다.
- 폴루토: 클라렌스의 유일한 선원.

## 한국판 성우진 (MBC)
- 김수희
- 손원일
- 황일청
- 홍승옥
- 황원
- 이우신
- 박영희
- 김순선
- 이승현
- 강수진